# Лапкин, Пётр Афанасьевич
Пётр Афанасьевич Лапкин — советский военный, государственный и политический деятель, генерал-полковник.

## Биография
Родился в 24 августа 1904 года. Член КПСС.
С 1933 года — на военной службе, общественной и политической работе. 
В 1933—1964 годах — на политической работе в Красной Армии, участник Великой Отечественной войны, начальник 6-го отдела, заместитель Главного политического управления РККА, член Военного Совета Прибалтийского военного округа, член Военного Совета — Начальник политуправления Дальневосточного военного округа.
Избирался депутатом Верховного Совета РСФСР 5-го и 6-го созывов. Делегат XIX съезда КПСС.
Умер 8 января 1969 года в Москве. Похоронен на Головинском кладбище.